# Canadian Olympic Hall of Fame
Die Canadian Olympic Hall of Fame ist eine Stätte zur Ehrung kanadischer Olympia-Sportler.
Die Hall of Fame wurde im Jahr 1949 gegründet. Die Auswahl erfolgt durch einen Ausschuss des kanadischen Olympischen Komitees. Die Sportler müssen die kanadische Staatsbürgerschaft besitzen oder im Laufe ihrer Karriere einen kanadischen Wohnsitz gehabt haben.

## In die „Canadian Olympic Hall of Fame“ wurden aufgenommen
| Name                                  | Sportart                   | Aufnahme      | Anmerkung |
| ------------------------------------- | -------------------------- | ------------- | --------- |
| Currie Chapman                        | Ski Alpin                  | 2005          |           |
| Betsy Clifford                        | Ski Alpin                  | 1971          |           |
| Laurie Graham                         | Ski Alpin                  | 2000          |           |
| Nancy Greene                          | Ski Alpin                  | 1971          |           |
| Anne Heggtveit                        | Ski Alpin                  | 1971          |           |
| Kathy Kreiner                         | Ski Alpin                  | 1976          |           |
| Kerrin Lee-Gartner                    | Ski Alpin                  | 1993          |           |
| Karen Percy-Lowe                      | Ski Alpin                  | 1995          |           |
| Steve Podborski                       | Ski Alpin                  | 1985          |           |
| Ken Read                              | Ski Alpin                  | 1984          |           |
| Gerry Sorensen                        | Ski Alpin                  | 1983          |           |
| Lucille Wheeler                       | Ski Alpin                  | 1958          |           |
| Rhoda Wurtele                         | Ski Alpin                  | 1953          |           |
| Lisa Buscombe                         | Bogenschießen              | 1985          |           |
| Dorothy Lidstone                      | Bogenschießen              | 1971          |           |
| Lucille Lessard                       | Bogenschießen              | 1982          |           |
| Don Lovo                              | Bogenschießen              | 1988          |           |
| Joan Frances McDonald                 | Bogenschießen              | 1992          |           |
| Ernestine Carter                      | Gymnastik                  | 1960          |           |
| Marilyn Savage                        | Gymnastik                  | 1982          |           |
| Kyle Shewfelt                         | Gymnastik                  | 2014          |           |
| Willie Weiler                         | Gymnastik                  | 1967          |           |
| 4 × 100 m Staffel Männer 1996         | Leichtathlet               | 2004          |           |
| Bob Adams                             | Leichtathlet               | 1997          |           |
| Lillian Alderson                      | Leichtathlet               | 1982          |           |
| Syl Apps                              | Leichtathlet               | 1975          |           |
| Edward Archibald                      | Leichtathlet               | 1979          |           |
| Donovan Bailey                        | Leichtathlet               | 2005          |           |
| James Ball                            | Leichtathlet               | 1973          |           |
| Florence Bell                         | Leichtathlet               | 1949          |           |
| Calvin Bricker                        | Leichtathlet               | 1960          |           |
| Debbie Brill                          | Leichtathlet               | 1982          |           |
| Donald Buddo                          | Leichtathlet               | 1965          |           |
| Ethel Catherwood                      | Leichtathlet               | 1949          |           |
| Doug Clement                          | Leichtathlet               | 2006          |           |
| Cyril Coaffee                         | Leichtathlet               | 1960          |           |
| Myrtle Cook                           | Leichtathlet               | 1949          |           |
| Gérard Côté                           | Leichtathlet               | 1955          |           |
| Eric Coy                              | Leichtathlet               | 1963          |           |
| John Howard Crocker                   | Leichtathlet               | 1960          |           |
| Bill Crothers                         | Leichtathlet               | 1965          |           |
| Jack Davies                           | Leichtathlet               | 1964          |           |
| Eva Dawes                             | Leichtathlet               | 1974          |           |
| Étienne Desmarteau                    | Leichtathlet               | 1949          |           |
| Phil Edwards                          | Leichtathlet               | 1950          |           |
| Neil Farrell                          | Leichtathlet               | 1967          |           |
| John Fitzpatrick                      | Leichtathlet               | 1975          |           |
| Duncan Gillis                         | Leichtathlet               | 1979          |           |
| George Goulding                       | Leichtathlet               | 1949          |           |
| F. J. Halbhaus                        | Leichtathlet               | 1977          |           |
| William Halpenny                      | Leichtathlet               | 1979          |           |
| Andy Higgins                          | Leichtathlet               | 2001          |           |
| Robina Higgins                        | Leichtathlet               | 1961          |           |
| Abby Hoffman                          | Leichtathlet               | 1996          |           |
| Ian Hume                              | Leichtathlet               | 1983          |           |
| Lennie Hutton                         | Leichtathlet               | 1977          |           |
| Harry Jerome                          | Leichtathlet               | 1963          |           |
| Ben Johnson                           | Leichtathlet               | 1988          |           |
| Diane Jones-Konihowski                | Leichtathlet               | 1995          |           |
| Greg Joy                              | Leichtathlet               | 1994          |           |
| Joe Keeper                            | Leichtathlet               | 1977          |           |
| Robert Kerr                           | Leichtathlet               | 1949          |           |
| Bruce Kidd                            | Leichtathlet               | 1966 und 1994 |           |
| Dallas C Kirkey                       | Leichtathlet               | 1974          |           |
| Walter Knox                           | Leichtathlet               | 1960          |           |
| John Loaring                          | Leichtathlet               | 1956          |           |
| Tom Longboat                          | Leichtathlet               | 1960          |           |
| Margaret Lord                         | Leichtathlet               | 1965          |           |
| Tom Lord                              | Leichtathlet               | 1969          |           |
| Frank Lukeman                         | Leichtathlet               | 1971          |           |
| Garfield MacDonald                    | Leichtathlet               | 1979          |           |
| Nancy McCreadie                       | Leichtathlet               | 1968          |           |
| Mark McKoy                            | Leichtathlet               | 1993          |           |
| Duncan McNaughton                     | Leichtathlet               | 1949          |           |
| Aileen Meagher                        | Leichtathlet               | 1965          |           |
| Alex Oakley                           | Leichtathlet               | 1992          |           |
| Larry O’Connor                        | Leichtathlet               | 1968          |           |
| George Orton                          | Leichtathlet               | 1996          |           |
| Bill Parnell                          | Leichtathlet               | 1977          |           |
| Marita Payne-Wiggins                  | Leichtathlet               | 2001          |           |
| Victor Pickard                        | Leichtathlet               | 1974          |           |
| Paul Poce                             | Leichtathlet               | 2010          |           |
| Sammy Richardson                      | Leichtathlet               | 1977          |           |
| Bobbie Rosenfeld                      | Leichtathlet               | 1949          |           |
| Billy Sherring                        | Leichtathlet               | 1949          |           |
| Ethel Smith                           | Leichtathlet               | 1949          |           |
| Dave Steen                            | Leichtathlet               | 1977          |           |
| Hilda Strike                          | Leichtathlet               | 1964          |           |
| Bruny Surin                           | Leichtathlet               | 2010          |           |
| George Sutherland                     | Leichtathlet               | 1956          |           |
| John Tait                             | Leichtathlet               | 1976          |           |
| Betty Taylor                          | Leichtathlet               | 1968          |           |
| Fred Tees                             | Leichtathlet               | 1960          |           |
| Earl Thomson                          | Leichtathlet               | 1949          |           |
| Lynn Williams                         | Leichtathlet               | 1997          |           |
| Percy Williams                        | Leichtathlet               | 1949          |           |
| Alex Wilson                           | Leichtathlet               | 1953          |           |
| Harold Webster                        | Leichtathlet               | 1955          |           |
| James Worrall                         | Leichtathlet               | 1965          |           |
| Dick Birch                            | Badminton                  | 1973          |           |
| Dorothy Forsyth                       | Badminton                  | 1975          |           |
| Claire Lovett                         | Badminton                  | 1972          |           |
| Jack Purcell                          | Badminton                  | 1973          |           |
| Marjory Shedd                         | Badminton                  | 1976          |           |
| Donald Smythe                         | Badminton                  | 1974          |           |
| Dorothy Tinline                       | Badminton                  | 1977          |           |
| Dorothy Walton                        | Badminton                  | 1971          |           |
| Jack Donohue                          | Basketball                 | 1991          |           |
| Norman Gloag                          | Basketball                 | 1987          |           |
| James Naismith                        | Basketball                 | 1995          |           |
| Bob Osborne                           | Basketball                 | 1973          |           |
| Andrew Pipe                           | Basketball                 | 1999          |           |
| Joyce Ann Slipp                       | Basketball                 | 1999          |           |
| Beverly Smith                         | Basketball                 | 2003          |           |
| Sylvia Sweeney                        | Basketball                 | 1996          |           |
| Jay Triano                            | Basketball                 | 1995          |           |
| Myriam Bédard                         | Biathlon                   | 2004          |           |
| Ray Kokkonen                          | Biathlon                   | 1999          |           |
| Patricia Ramage                       | Biathlon                   | 1985          |           |
| Doug Anakin                           | Bob                        | 1971          |           |
| Douglas Connor                        | Bob                        | 1956          |           |
| John Emery                            | Bob                        | 1971          |           |
| Victor Emery                          | Bob                        | 1971          |           |
| Peter Kirby                           | Bob                        | 1971          |           |
| David MacEachern                      | Bob                        | 2011          |           |
| Cliff Powell                          | Bob                        | 1988          |           |
| Robert H. Storey                      | Bob                        | 1998          |           |
| Eugene Brousseau                      | Boxen                      | 1953          |           |
| Horace Gwynne                         | Boxen                      | 1949          |           |
| Moe Herscovitch                       | Boxen                      | 1956          |           |
| Lennox Lewis                          | Boxen                      | 1989          |           |
| Tommy Osborne                         | Boxen                      | 1953          |           |
| Bert Schneider                        | Boxen                      | 1949          |           |
| Jerry Shears                          | Boxen                      | 1976          |           |
| Dennis White                          | Boxen                      | 1964          |           |
| Henry Brock                           | Funktionär                 | 1980          |           |
| Leo Burns                             | Funktionär                 | 1965          |           |
| Norton Crow                           | Funktionär                 | 1960          |           |
| James Daly                            | Funktionär                 | 1994          |           |
| George Duthie                         | Funktionär                 | 1966          |           |
| Mervin E. Ferguson                    | Funktionär                 | 1972          |           |
| W. E. Findlay                         | Funktionär                 | 1960          |           |
| Thomas Fried                          | Funktionär                 | 2005          |           |
| Geoff Gowan                           | Funktionär                 | 2002          |           |
| Nelson C. Hart                        | Funktionär                 | 1960          |           |
| Frederick C. Henshaw                  | Funktionär                 | 1960          |           |
| Paul Henderson                        | Funktionär                 | 2001          |           |
| Charles E. Higginbottom               | Funktionär                 | 1966          |           |
| George M. Higginbottom                | Funktionär                 | 1960          |           |
| J. A. Jackson                         | Funktionär                 | 1960          |           |
| Arthur Lamb                           | Funktionär                 | 1960          |           |
| Fernand Landry                        | Funktionär                 | 1990          |           |
| John Leslie                           | Funktionär                 | 1960          |           |
| George C. Machum                      | Funktionär                 | 1960          |           |
| Kenneth D. McKenzie                   | Funktionär                 | 1976          |           |
| James G. B. Merrick                   | Funktionär                 | 1960          |           |
| John Powell                           | Funktionär                 | 1992          |           |
| Bobby Robinson                        | Funktionär                 | 1960          |           |
| Frank Shaughnessy                     | Funktionär                 | 1982          |           |
| George Ritchie Starke                 | Funktionär                 | 1960          |           |
| Randy Starkman                        | Funktionär                 | 2019          |           |
| R. Tait McKenzie                      | Funktionär                 | 2000          |           |
| E. Kenneth Yost                       | Funktionär                 | 1963          |           |
| Frank Amyot                           | Kanu                       | 1949          |           |
| Douglas Bennett                       | Kanu                       | 2000          |           |
| Larry Cain                            | Kanu                       | 1985          |           |
| Frank Clement                         | Kanu                       | 1971          |           |
| Renn Crichlow                         | Kanu                       | 1992          |           |
| Hugh Fisher                           | Kanu                       | 1986          |           |
| Alwyn Morris                          | Kanu                       | 1988          |           |
| Frank Garner                          | Kanu                       | 1995          |           |
| Susan Holloway                        | Kanu                       | 1986          |           |
| Aubrey Ireland Jr                     | Kanu                       | 1953          |           |
| Kenneth Lane                          | Kanu                       | 2003          |           |
| Roy Nurse                             | Kanu                       | 1956          |           |
| Bert Oldershaw                        | Kanu                       | 2004          |           |
| E. Howard Radford                     | Kanu                       | 1976          |           |
| Robert Sleeth                         | Kanu                       | 1986          |           |
| Pierre Harvey                         | Skisport (Cross-Country)   | 2006          |           |
| Beckie Scott                          | Skisport (Cross-Country)   | 2012          |           |
| Sandra Schmirler Curling Team         | Curling                    | 2005          |           |
| Steve Bauer                           | Radsport                   | 2005          |           |
| Russell E. Coupland                   | Radsport                   | 1973          |           |
| Curt Harnett                          | Radsport                   | 2006          |           |
| Pierre Harvey                         | Radsport                   | 2006          |           |
| Jocelyn Lovell                        | Radsport                   | 1984          |           |
| George Athans                         | Wasserspringen             | 1953          |           |
| Sylvie Bernier                        | Wasserspringen             | 1985          |           |
| Bev Boys                              | Wasserspringen             | 1987          |           |
| Alexandre Despatie                    | Wasserspringen             | 2019          |           |
| Donald Dion                           | Wasserspringen             | 2000          |           |
| Eldon C. Godfrey                      | Wasserspringen             | 2003          |           |
| Émilie Heymans                        | Wasserspringen             | 2019          |           |
| Irene MacDonald                       | Wasserspringen             | 1976          |           |
| Anne Montminy                         | Wasserspringen             | 2005          |           |
| Annie Pelletier                       | Wasserspringen             | 2003          |           |
| Alf Phillips Sr.                      | Wasserspringen             | 1976          |           |
| Donald Webb                           | Wasserspringen             | 1993          |           |
| Jim Day                               | Reiten                     | 1971          |           |
| Jim Elder                             | Reiten                     | 1971          |           |
| Tom Gayford                           | Reiten                     | 1971          |           |
| Gail Greenough                        | Reiten                     | 1988          |           |
| Ian Millar                            | Reiten                     | 1990          |           |
| John Andru                            | Reiten                     | 1976          |           |
| Percy Erskine Nobbs                   | Reiten                     | 1961          |           |
| Carl Schwende                         | Reiten                     | 1985          |           |
| Ernest A. Dalton                      | Eiskunstlauf               | 1960          |           |
| Norris Bowden                         | Eiskunstlauf               | 1958          |           |
| Isabelle Brasseur                     | Eiskunstlauf               | 2001          |           |
| Kurt Browning                         | Eiskunstlauf               | 1990          |           |
| Petra Burka                           | Eiskunstlauf               | 1972          |           |
| Toller Cranston                       | Eiskunstlauf               | 1976          |           |
| Frances Dafoe                         | Eiskunstlauf               | 1958          |           |
| Lloyd Eisler                          | Eiskunstlauf               | 2001          |           |
| Johnny Esaw                           | Eiskunstlauf               | 1991          |           |
| Donald Jackson                        | Eiskunstlauf               | 1972          |           |
| Maria Jelinek                         | Eiskunstlauf               | 1972          |           |
| Otto Jelinek                          | Eiskunstlauf               | 1972          |           |
| Karen Magnussen                       | Eiskunstlauf               | 1973          |           |
| Elizabeth Manley                      | Eiskunstlauf               | 1989          |           |
| Paul Martini                          | Eiskunstlauf               | 1985          |           |
| Robert McCall                         | Eiskunstlauf               | 1989          |           |
| Donald McPherson                      | Eiskunstlauf               | 1972          |           |
| Suzanne Morrow                        | Eiskunstlauf               | 1988          |           |
| Brian Orser                           | Eiskunstlauf               | 1988          |           |
| Robert Paul                           | Eiskunstlauf               | 1958          |           |
| Melville Rogers                       | Eiskunstlauf               | 1972          |           |
| Louis Rubenstein                      | Eiskunstlauf               | 1950          |           |
| Barbara Ann Scott                     | Eiskunstlauf               | 1949          |           |
| Barbara Underhill                     | Eiskunstlauf               | 1985          |           |
| Barbara Wagner                        | Eiskunstlauf               | 1958          |           |
| Tracy Wilson                          | Eiskunstlauf               | 1989          |           |
| Michelle Nyers                        | Eiskunstlauf               | 2007          |           |
| Jean-Luc Brassard                     | Skisport (Freestyle)       | 2012          |           |
| Sarah Burke                           | Skisport (Freestyle)       | 2012          |           |
| Lloyd Langlois                        | Skisport (Freestyle)       | 1987          |           |
| Alain Laroche                         | Skisport (Freestyle)       | 1987          |           |
| Jean-Marc Rozon                       | Skisport (Freestyle)       | 1998          |           |
| George Lyon                           | Golf                       | 1971          |           |
| Ada Mackenzie                         | Golf                       | 1971          |           |
| Ross Somerville                       | Golf                       | 1975          |           |
| Winnipeg Falcons 1920                 | Eishockey                  | 2006          |           |
| Ottawa RCAF Flyers 1948               | Eishockey                  | 2008          |           |
| Edmonton Mercurys 1952                | Eishockey                  | 2002          |           |
| Eishockey-Olympiateam 2002            | Eishockey                  | 2009          |           |
| Eishockey-Olympiateam der Frauen 2010 | Eishockey                  | 2019          |           |
| A. Sidney Dawes                       | Eishockey                  | 1976          |           |
| Kenneth P. Farmer                     | Eishockey                  | 1971          |           |
| Randy Gregg                           | Eishockey                  | 1999          |           |
| Sydney Halter                         | Eishockey                  | 1963          |           |
| John (Jack) Hamilton                  | Eishockey                  | 1968          |           |
| Dave King                             | Eishockey                  | 1997          |           |
| George Mara                           | Eishockey                  | 1989          |           |
| William Northey                       | Eishockey                  | 1960          |           |
| Pat Quinn                             | Eishockey                  | 2014          |           |
| Claude C. Robinson                    | Eishockey                  | 1960          |           |
| Fußball-Olympiateam der Frauen 2012   | Fußball                    | 2019          |           |
| Frank Hatashita                       | Judo                       | 1974          |           |
| Hiroshi Nakamura                      | Judo                       | 2019          |           |
| Douglas Rogers                        | Judo                       | 1973          |           |
| Shigetaka Sasaki                      | Judo                       | 1986          |           |
| Yoshio Senda                          | Judo                       | 1977          |           |
| Caroline Brunet                       | Kajak                      | 2010          |           |
| Douglas Connor                        | Rennschlitten              | 1956          |           |
| Cliff Powell                          | Rennschlitten              | 1988          |           |
| Sándor Kerekes                        | Moderner Fünfkampf         | 1990          |           |
| Patricia Ramage                       | Moderner Fünfkampf         | 1985          |           |
| Lori Fung                             | Rhythmische Sportgymnastik | 1985          |           |
| Ruder-Achter Kanada 1984              | Rudern                     | 2003          |           |
| Don Arnold                            | Rudern                     | 1958          |           |
| Darren Barber                         | Rudern                     | 1994          |           |
| Kirsten Barnes                        | Rudern                     | 1994          |           |
| Neil Campbell                         | Rudern                     | 1987          |           |
| Shannon Crawford                      | Rudern                     | 1994          |           |
| Andy Crosby                           | Rudern                     | 1994          |           |
| Megan Delehanty                       | Rudern                     | 1994          |           |
| Walter D’Hondt                        | Rudern                     | 1958          |           |
| Ken Drummond                          | Rudern                     | 1958          |           |
| Michael Forgeron                      | Rudern                     | 1994          |           |
| John Guest                            | Rudern                     | 1952          |           |
| Thomas Michael Harris                 | Rudern                     | 1958          |           |
| Kathleen Heddle                       | Rudern                     | 1994          |           |
| David Helliwell                       | Rudern                     | 1958          |           |
| George Hungerford                     | Rudern                     | 1971          |           |
| Philip Kueber                         | Rudern                     | 1958          |           |
| Roger Jackson                         | Rudern                     | 1971          |           |
| Silken Laumann                        | Rudern                     | 1992          |           |
| Lorne Loomer                          | Rudern                     | 1958          |           |
| Thomas Loudon                         | Rudern                     | 1960          |           |
| Archibald MacKinnon                   | Rudern                     | 1958          |           |
| Robert Marland                        | Rudern                     | 1994          |           |
| Marnie McBean                         | Rudern                     | 1994          |           |
| Richard Neil McClure                  | Rudern                     | 1958          |           |
| Douglas McDonald                      | Rudern                     | 1958          |           |
| William McKerlich                     | Rudern                     | 1958          |           |
| Al Morrow                             | Rudern                     | 1994          |           |
| Patrick J. Mulqueen                   | Rudern                     | 1960          |           |
| Jessica Monroe                        | Rudern                     | 1994          |           |
| Carl Ogawa                            | Rudern                     | 1958          |           |
| Terry Paul                            | Rudern                     | 1994          |           |
| Henry „Bobby“ Pearce                  | Rudern                     | 1952          |           |
| Derek Porter                          | Rudern                     | 1994          |           |
| Donald Wayne Pretty                   | Rudern                     | 1958          |           |
| Michael Rascher                       | Rudern                     | 1994          |           |
| Frank Read                            | Rudern                     | 1974          |           |
| Bruce Robertson                       | Rudern                     | 1994          |           |
| Lou Scholes                           | Rudern                     | 1952          |           |
| Raymond Sierpina                      | Rudern                     | 1958          |           |
| Glen Smith                            | Rudern                     | 1958          |           |
| Tricia Smith                          | Rudern                     | 2000          |           |
| G. Nelles Stacey                      | Rudern                     | 1972          |           |
| Brenda Taylor                         | Rudern                     | 1994          |           |
| Lesley Thompson                       | Rudern                     | 1994          |           |
| Arthur Toynbec                        | Rudern                     | 1958          |           |
| John Wallace                          | Rudern                     | 1994          |           |
| Lawrence Kingsley West                | Rudern                     | 1958          |           |
| Robert Wilson                         | Rudern                     | 1958          |           |
| Kay Worthington                       | Rudern                     | 1994          |           |
| Joseph Wright Jr.                     | Rudern                     | 1952          |           |
| Joseph Wright Sr.                     | Rudern                     | 1953          |           |
| Herman Zloklikovits                   | Rudern                     | 1958          |           |
| Gilmour Boa                           | Schießen                   | 1955          |           |
| Walter Ewing                          | Schießen                   | 1955          |           |
| George Genereux                       | Schießen                   | 1953          |           |
| Susan Nattrass                        | Schießen                   | 1975          |           |
| Gerald Ouellette                      | Schießen                   | 1957          |           |
| John Primrose                         | Schießen                   | 1975          |           |
| Linda Thom                            | Schießen                   | 1985          |           |
| Horst Bulau                           | Skispringen                | 1993          |           |
| Susan Auch                            | Eisschnelllauf             | 2010          |           |
| Gordon Audley                         | Eisschnelllauf             | 1998          |           |
| Gaétan Boucher                        | Eisschnelllauf             | 1984          |           |
| Sylvia Burka                          | Eisschnelllauf             | 1977          |           |
| Maurice Gagné                         | Eisschnelllauf             | 2006          |           |
| Charles Gorman                        | Eisschnelllauf             | 1950          |           |
| Jean Grenier                          | Eisschnelllauf             | 1995          |           |
| Cindy Klassen                         | Eisschnelllauf             | 2014          |           |
| Marcel Lacroix                        | Eisschnelllauf             | 2014          |           |
| Cathy Priestner                       | Eisschnelllauf             | 1994          |           |
| Jean Wilson                           | Eisschnelllauf             | 1971          |           |
| Short Track Team Männer 1998          | Eisschnelllauf             | 2005          |           |
| Sylvie Daigle                         | Eisschnelllauf             | 1991          |           |
| Nathalie Lambert                      | Eisschnelllauf             | 1992          |           |
| Maryse Perreault                      | Eisschnelllauf             | 1992          |           |
| Alex Baumann                          | Schwimmen                  | 1985          |           |
| Munroe Bourne                         | Schwimmen                  | 1972          |           |
| George Burleigh                       | Schwimmen                  | 1976          |           |
| Leslie Cliff                          | Schwimmen                  | 1997          |           |
| Angela Coughlan                       | Schwimmen                  | 1977          |           |
| Victor Davis                          | Schwimmen                  | 1985          |           |
| Phyllis Dewar                         | Schwimmen                  | 1972          |           |
| Howard Firby                          | Schwimmen                  | 2009          |           |
| George Gate                           | Schwimmen                  | 2002          |           |
| Nancy Garapick                        | Schwimmen                  | 1993          |           |
| Cheryl Gibson                         | Schwimmen                  | 2001          |           |
| Phyllis Haslam                        | Schwimmen                  | 1977          |           |
| Paul Hauch                            | Schwimmen                  | 1975          |           |
| George Hodgson                        | Schwimmen                  | 1949          |           |
| Ralph Hutton                          | Schwimmen                  | 1972          |           |
| Marianne Limpert                      | Schwimmen                  | 2007          |           |
| Curtis Myden                          | Schwimmen                  | 2011          |           |
| Anne Ottenbrite                       | Schwimmen                  | 1985          |           |
| Robert Pirie                          | Schwimmen                  | 1975          |           |
| Irene Pirie                           | Schwimmen                  | 1977          |           |
| Tom Ponting                           | Schwimmen                  | 1998          |           |
| Richard Pound                         | Schwimmen                  | 1975          |           |
| Bruce Robertson                       | Schwimmen                  | 1973          |           |
| Graham Smith                          | Schwimmen                  | 2002          |           |
| Deryk Snelling                        | Schwimmen                  | 2007          |           |
| Mary Stewart                          | Schwimmen                  | 1975          |           |
| Elaine Tanner                         | Schwimmen                  | 1971          |           |
| Mark Tewksbury                        | Schwimmen                  | 1993          |           |
| Jeno Tihanyi                          | Schwimmen                  | 2004          |           |
| Beth Whittall                         | Schwimmen                  | 1955          |           |
| Michelle Cameron                      | Synchronschwimmen          | 1991          |           |
| Sylvie Fréchette                      | Synchronschwimmen          | 2006          |           |
| Sharon Hambrook                       | Synchronschwimmen          | 1996          |           |
| Kelly Kryczka Irwin                   | Synchronschwimmen          | 1996          |           |
| Debbie Muir                           | Synchronschwimmen          | 1998          |           |
| Julie Sauvé                           | Synchronschwimmen          | 2012          |           |
| Helen Vanderburg                      | Synchronschwimmen          | 1982          |           |
| Penny Vilagos & Vicky Vilagos         | Synchronschwimmen          | 2002          |           |
| Carolyn Waldo                         | Synchronschwimmen          | 1987          |           |
| Bob Bedard                            | Tennis                     | 1973          |           |
| Willard Crocker                       | Tennis                     | 1972          |           |
| Bernie Schwengers                     | Tennis                     | 1973          |           |
| Malcolm Laird Watt                    | Tennis                     | 1975          |           |
| Robert N. Watt                        | Tennis                     | 1971          |           |
| Jack Wright                           | Tennis                     | 1972          |           |
| Simon Whitfield                       | Triathlon                  | 2019          |           |
| Anton Furlani                         | Volleyball                 | 1992          |           |
| Garth Pischke                         | Volleyball                 | 1999          |           |
| George Athans                         | Wasserski                  | 1971          |           |
| Caroline Ann Duthie                   | Wasserski                  | 1956          |           |
| Joel McClintock                       | Wasserski                  | 1984          |           |
| Judy McClintock                       | Wasserski                  | 1987          |           |
| Maurice Allan                         | Gewichtheben               | 1973          |           |
| Christine Girard                      | Gewichtheben               | 2019          |           |
| Harvey Hill                           | Gewichtheben               | 1977          |           |
| Gerald Gratton                        | Gewichtheben               | 1955          |           |
| Doug Hepburn                          | Gewichtheben               | 1953          |           |
| Pierre St. Jean                       | Gewichtheben               | 1969          |           |
| Donald Stockton                       | Gewichtheben               | 1953          |           |
| Egon Beiler                           | Ringen                     | 1983          |           |
| George Denniston                      | Ringen                     | 1976          |           |
| Henry Gordon Hudson                   | Ringen                     | 1960          |           |
| Daniel Igali                          | Ringen                     | 2012          |           |
| Danny MacDonald                       | Ringen                     | 1976          |           |
| Earl McCready                         | Ringen                     | 1961          |           |
| Fred Oberlander                       | Ringen                     | 1972          |           |
| Vernon Pettigrew                      | Ringen                     | 1973          |           |
| Joseph Schleimer                      | Ringen                     | 1960          |           |
| Bert Taylor                           | Ringen                     | 1994          |           |
| James Trifunov                        | Ringen                     | 1953          |           |
| Allan Turnbull                        | Ringen                     | 1987          |           |
| Caroll-Ann Alie                       | Segeln                     | 1993          |           |
| Evert Bastet                          | Segeln                     | 1994          |           |
| Hans Fogh                             | Segeln                     | 1986          |           |
| Paul Henderson                        | Segeln                     | 2001          |           |
| Hank Lammens                          | Segeln                     | 1993          |           |
| Paul McLaughlin                       | Segeln                     | 1977          |           |
| Reginald Stevenson                    | Segeln                     | 1971          |           |
| Michael Chambers                      | Funktionär                 | 2010          |           |
| Frank King                            | Funktionär                 | 2008          |           |
| Ralph Klein                           | Funktionär                 | 2014          |           |
| Carol Anne Letheren                   | Funktionär                 | 2010          |           |
| Peter Lougheed                        | Funktionär                 | 2010          |           |
| Jack Poole                            | Funktionär                 | 2010          |           |
| Walter Sieber                         | Funktionär                 | 2010          |           |
| William J. Warren                     | Funktionär                 | 2008          |           |